# Edmond Kapllani
Edmond Kapllani (ur. 31 lipca 1982 w Durrës) – albański piłkarz występujący na pozycji napastnika. Zawodnik klubu FSV Frankfurt.

## Kariera
Kapllani zawodową karierę rozpoczynał w 1998 roku w klubie Teuta Durrës z Kategoria Superiore. Przez rok nie rozegrał tam jednak żadnego spotkania. W 1999 roku odszedł do drużyny Partizani Tirana, także występującej w Kategoria Superiore. W 2000 roku spadł z zespołem do Kategoria e Parë. W Partizani występował jeszcze rok.
W 2001 roku odszedł do chorwackiego klubu NK Orijent Rijeka. Spędził tam rok, a w 2002 roku wrócił do Partizani. Grał tam jeszcze przez rok, a potem przeszedł do Besy Kawaja, gdzie również spędził rok. Łącznie rozegrał tam 35 spotkań i zdobył 12 bramek.
W 2004 roku Kapllani podpisał kontrakt z klubem Karlsruher SC. W 2. Bundeslidze zadebiutował 7 sierpnia 2004 roku w zremisowanym 1:1 ligowym pojedynku z Wackerem Burghausen. 6 maja 2005 roku w wygranym 2:0 spotkaniu z Rot-Weiß Erfurt strzelił pierwszego gola w 2. Bundeslidze. W 2007 roku z 17 bramkami na koncie, zajął 2. miejsce w klasyfikacji strzelców 2. Bundesligi. W tym samym roku awansował z zespołem do Bundesligi. Pierwszy mecz zaliczył w niej 12 sierpnia 2007 roku przeciwko 1. FC Nürnberg (2:0). 26 kwietnia 2008 w zremisowanym 3:3 spotkaniu z Werderem Brema zdobył pierwszą bramkę w Bundeslidze. W 2009 roku spadł z klubem do 2. Bundesligi.
W tym samym roku Kapllani został graczem ekipy FC Augsburg, również grającej w 2. Bundeslidze. Zadebiutował tam 9 sierpnia 2009 roku w przegranym 1:3 ligowym pojedynku z Energie Cottbus. Od stycznia 2010 roku do końca sezonu 2009/2010 przebywał na wypożyczeniu w TuS Koblenz, również z 2. Bundesligi.
W sierpniu 2010 roku został natomiast wypożyczony do klubu SC Paderborn 07, także występującego w 2. Bundeslidze. W 2012 przeszedł do FSV Frankfurt.
| Sezon   | Klub              | Kraj      | Rozgrywki           | Mecze | Bramki |
| ------- | ----------------- | --------- | ------------------- | ----- | ------ |
| 1998/99 | Teuta Durrës      | Albania   | Kategoria Superiore | 0     | 0      |
| 1999/00 | Partizani Tirana  | Albania   | Kategoria Superiore | 15    | 1      |
| 2000/01 | Partizani Tirana  | Albania   | Kategoria e Parë    | ?     | ?      |
| 2001/02 | NK Orijent Rijeka | Chorwacja | Druga HNL           | 7     | 3      |
| 2002/03 | Partizani Tirana  | Albania   | Kategoria Superiore | 18    | 5      |
| 2003/04 | KS Besa           | Albania   | Kategoria Superiore | 35    | 12     |
| 2004/05 | Karlsruher SC     | Niemcy    | 2. Bundesliga       | 15    | 1      |
| 2005/06 | Karlsruher SC     | Niemcy    | 2. Bundesliga       | 25    | 6      |
| 2006/07 | Karlsruher SC     | Niemcy    | 2. Bundesliga       | 30    | 17     |
| 2007/08 | Karlsruher SC     | Niemcy    | Bundesliga          | 28    | 2      |
| 2008/09 | Karlsruher SC     | Niemcy    | Bundesliga          | 20    | 0      |
| 2009/10 | FC Augsburg       | Niemcy    | 2. Bundesliga       | 2     | 0      |
| 2009/10 | TuS Koblenz       | Niemcy    | 2. Bundesliga       | 17    | 5      |
| 2010/11 | SC Paderborn 07   | Niemcy    | 2. Bundesliga       | 23    | 8      |
| 2011/12 | FC Augsburg       | Niemcy    | Bundesliga          | 6     | 1      |
| 2012/13 | FSV Frankfurt     | Niemcy    | 2. Bundesliga       | 26    | 11     |
| 2013/14 | FSV Frankfurt     | Niemcy    | 2. Bundesliga       | 30    | 11     |
| 2014/15 | FSV Frankfurt     | Niemcy    | 2. Bundesliga       | 26    | 11     |
| 2015/16 | FSV Frankfurt     | Niemcy    | 2. Bundesliga       |       |        |

## Kariera reprezentacyjna
W reprezentacji Albanii Kapllani zadebiutował 31 marca 2004 roku w wygranym 2:1 towarzyskim meczu z Islandią. 2 czerwca 2007 roku w wygranym 2:0 pojedynku eliminacji Mistrzostw Europy 2008 z Luksemburgiem strzelił pierwszego gola w kadrze.